# Karel Henri Broekhoff

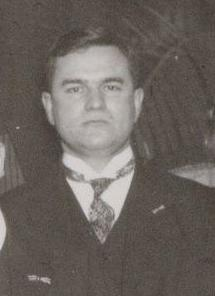
K.H. Broekhoff

Karel Henri Broekhoff (Amsterdam, 28 april 1886 – Utrecht, 10 april 1946) was hoofdcommissaris van Amsterdam.
Hij werd geboren als zoon van de hoofdinspecteur van politie te Amsterdam Johan Karel Broekhoff en ging, na het doorlopen van de Openbare Handelsschool aan het Raamplein 1 te Amsterdam, zijn vader achterna. In 1906 ging hij als onbezoldigd surnumerair werken bij de Amsterdamse politie. Hier werd hij in 1912 inspecteur 2e klasse en in 1916 inspecteur 1e klasse. Naast zijn werk bij de politie was hij ook enige tijd secretaris van de Bond van Hoogere Politieambtenaren in Nederland (BHPN). In 1914 werd hij de secretaris van hoofdcommissaris Th.M. Roest van Limburg. Kort na de Russische Oktoberrevolutie van 1917 begon hij op verzoek van de Nederlandse militaire inlichtingendienst GS III met het opzetten van een inlichtingendienst binnen het Amsterdamse korps die in verbinding stond met de Centrale Inlichtingendienst (C.I.) onder leiding van luitenant H.A.C. Fabius.

## Valsmunterij
Na de Eerste Wereldoorlog kreeg Duitsland te maken met hyperinflatie terwijl de Nederlandse gulden destijds een sterke munteenheid was. Als gevolg hiervan was het voor valsmunters aantrekkelijk om de gulden na te maken. De Nederlandsche Bank oefende daarom druk uit op de Nederlandse overheid om de politie extra aandacht te laten besteden aan valsmunterij. Op 22 november 1921 tekende de minister van justitie Th. Heemskerk een besluit waarbij Broekhoff tevens werd belast met het opsporen van valsmunters in Nederland en het buitenland. Binnen enkele maanden had dit al als resultaat dat in samenwerking met de Duitse en Zwitserse politie twee internationaal opererende valsmunters werden opgepakt. Broekhoff werd chef van de in die periode opgerichte Nederlandse Centrale inzake falsificaten die onder leiding stond van de Amsterdamse procureur-generaal en fungerend directeur van de politie; eerst A.A. baron van der Feltz, vanaf april 1927 S.J.M. van Geuns en vanaf augustus 1934 A. baron van Harinxma thoe Slooten. In 1922 volgde Broekhoffs benoeming tot hoofdinspecteur.
In de periode na de Eerste Wereldoorlog kwam samenwerking tussen de politie in verschillende landen amper voor. In 1914 was er in Monaco een internationale politieconferentie geweest maar door de Eerste Wereldoorlog was er geen vervolg op gekomen. De Nederlander M.C. van Houten, kapitein van de Koninklijke Marechaussee, had in december 1919 een brief gestuurd naar hoge politiefunctionarissen in diverse landen om te komen tot een internationale politieorganisatie (mogelijk als onderdeel van de eerder dat jaar opgerichte Volkenbond) die zich onder andere zou bezighouden met het verspreiden van informatie over niet-politieke misdaden. Dit initiatief van Van Houten werd later opgepakt door de Weense hoofdcommissaris Johann Schober die in 1923 in Oostenrijk een politieconferentie organiseerde waarbij naar aanleiding van het plan van Van Houten de Internationale Kriminalpolizeiliche Kommission (IKK, tegenwoordig bekend als Interpol) werd opgericht. Op voorstel van de Broekhoff die bij die conferentie aanwezig was werd bij de oprichting besloten om periodiek een bulletin uit te geven bestemd voor wisselkantoren, banken en politie dat ging over vervalste waardepapieren zoals geld en cheques. Toen de uitgave in Wenen stokte, nam Broekhoff zelf het initiatief en onder zijn redactie verscheen bij Keesing Contrefaçons et Falsifications.
De centrale inzake falsificaten was een landelijk opererende organisatie. Binnen het gebied van Amsterdam had Broekhoff als hoofdinspecteur van de politie in Amsterdam genoeg opsporingsbevoegdheid maar daarbuiten was zijn opsporingsbevoegdheid beperkt; hij kon zich daar echter wel beroepen op zijn aanstelling als onbezoldigd rijksveldwachter. Met de vernieuwing van het Wetboek van Strafvordering in 1926 werd dit een probleem en daarom volgde in maart van dat jaar zijn benoeming tot commissaris van de rijkspolitie. 
Eind februari 1927 werd de oprichting van de Nederlandse Centrale inzake internationale misdadigers bekendgemaakt waarvan Broekhoff eveneens de chef werd. In 1939 werd deze centrale opgenomen in de toen opgerichte Rijksvreemdelingendienst.
In 1929 verscheen het eerste nummer van het Tijdschrift voor wetenschappelijke graphologie met in de redactie onder andere C.J. van Ledden Hulsebosch en Broekhoff.

## Commissaris
In 1932 werd Broekhoff benoemd tot commissaris van de Amsterdamse politie. Midden jaren 30 werkte Broekhoff, met goedkeuring van het ministerie van justitie, samen met de Gestapo. Hierbij verstuurde hij, mogelijk zonder officiële toestemming, ook lijsten van naar Nederland gevluchte Duitse communisten naar Berlijn.
Ook na de invoering van het Rijkspolitiebesluit van 1935 bleef de behoefte bestaan om het politiebestel verder aan te passen. Toen hier in 1939 nog steeds weinig schot in zat besloten de ministeries van justitie en binnenlandse zaken om een gezamenlijke commissie in te stellen onder leiding van jhr. H.A. van Karnebeek om met voorstellen te komen voor de hervorming van het politiebestel. De Nederlandse Vereniging voor Gemeentebelangen (NVG) vroeg aan drie personen om een pre-advies met betrekking tot dergelijke hervormingen zoals een verder gaande centralisatie en de invloed van de burgemeester. Deze drie personen waren J.A.M. Bruineman (burgemeester van Druten en lid van de Eerste Kamer), W.A.J. Visser (burgemeester van Zeist) en Broekhoff die in september 1939 tot waarnemend hoofdcommissaris van Amsterdam was benoemd. Pas na de inval in mei 1940 door Nazi-Duitsland werden de voorstellen gepubliceerd.
Naast zijn werk voor de politie was hij voorzitter van de Nederlandse Unie voor de Wandelsport (NUW) die in 1934 uit de Koninklijke Nederlandse Atletiek Unie (KNAU) als zelfstandige bond was afgesplitst. Van 1937 tot 1940 was hij voorzitter van de opvolger van de NUW: de Nederlandse Wandelsport Federatie (NWF; na een fusie in augustus 1940 opgegaan in de Nederlandse Wandelsport Bond). Naar hem is dan ook later de K.H. Broekhoff-beker vernoemd die jaarlijks werd uitgereikt aan de wandelsportvereniging die in het voorafgaande seizoen aan de meeste wandeltochten had deelgenomen.

## Tweede Wereldoorlog
Kort na het begin van de bezetting werd een groep Nederlanders door de Duitsers gearresteerd waaronder twee politiemannen. Broekhoff pleitte bij Reichsführer-SS Himmler, die hij persoonlijk in het verleden ontmoet had in het kader van IKK-bijeenkomsten, op het vrijlaten van die twee waarop ze in oktober van dat jaar terugkwamen naar Amsterdam. De andere arrestanten kwamen in het concentratiekamp Sachsenhausen terecht waarvan slechts enkele de oorlog overleefden.
Toen hoofdcommissaris H.J. Versteeg ziek was, werd hij tijdelijk vervangen door Broekhoff. Omdat Broekhoff aan het politiepersoneel de opdracht gaf op te treden tegen NSB'ers die joodse winkels en uitgaansgelegenheden vernielden, werden deze agenten door NSB'ers omschreven als de kozakken van Broekhoff.

## Februaristaking
Op de ochtend van eerste dag van de Februaristaking (25 februari 1941) kreeg hij persoonlijk, hoogstwaarschijnlijk om 7.15 uur, telefonisch het verzoek van de directeur van de Gemeentetram om op te treden tegen de activisten die trambestuurders probeerden te overtuigen niet te gaan werken en werkwilligen belemmerden bij het uitrijden van de remise. Hoewel de reactie van Broekhoff onbekend is, volgde er in die vroege ochtend geen instructie van het hoofdbureau en grepen bij de remise aanwezige agenten niet in. Hiermee maakte hij het mogelijk om dit volksprotest te laten uitgroeien. Pas om 9:38 gaf hij de opdracht om de middagbrigade vervroegd in dienst te laten treden en kort daarop gaf hij het bevel om op te treden tegen samenscholingen en personen te arresteren die opriepen tot staking alhoewel tegen demonstranten niet hoefde te worden opgetreden. Toen Höhere SS-und Polizeiführer H.A. Rauter hem samen met de Amsterdamse procureur-generaal J.A. van Thiel ontbood en in een tirade ontstak reageerde Broekhoff met de mededeling dat de staking een direct gevolg was van de door de Duitsers zelf genomen anti-joodse maatregelen. Bij het neerslaan van de staking door de Duitsers vielen negen doden en alleen al het aantal zwaargewonden was 24. Enkele weken later werd in Amsterdam eerst burgemeester W. de Vlugt vervangen door de pro-Duitse burgemeester E.J. Voûte en in april werd de hoofdcommissaris Versteeg vervroegd met pensioen gestuurd en opgevolgd door de ex-KNIL-officier en NSB'er S. Tulp. Eind juli ontsloeg Rauter ook Broekhoff omdat hij hem zag als een belemmering om greep te krijgen op de Nederlandse politie en in oktober werd procureur-generaal Van Thiel door de Duitse bezetters vervroegd met pensioen gestuurd en vervangen door de NSB'er J. Feitsma.
Broekhoff, als waarnemend hoofdcommissaris opgevolgd door C. Bakker, legde zich na zijn ontslag toe op de Utrechtse uitgeverij Kemink en Zoon die hij in 1936 samen met zijn neef erfde. Door gebrek aan papier tijdens de bezettingsperiode en de Duitse censuur was echter het aantal publicaties beperkt. Hoewel hij ontslagen was en er geen IKK bijeenkomsten meer waren bleef hij internationale contacten onderhouden. Verder richtte hij zich op het vertalen van het boek The real detective van George Dilnot wat in 1945 bij zijn eigen uitgeverij verscheen onder de titel Scotland Yard. Bovendien werkte hij tijdens de hongerwinter aan een bundel essays waarin hij pleitte voor het samenvoegen van de vele politiekorpsen in één korps rijkspolitie naast het korps van de Marechaussee. Ook deze pennenvrucht werd door zijn eigen uitgeverij gepubliceerd in 1945 en wel onder de titel Enkele aspecten van het politievraagstuk. Zijn voorstellen kwamen voor een groot deel overeen met zijn in 1940 gepubliceerde pre-advies aan de NVG.
Op basis van het besluit rechtsherstel ontslagen ambtenaren dat de Nederlandse regering in Londen op 7 september 1944 had vastgesteld kon ontslagen overheidspersoneel in principe terugkeren in de functie die ze hadden op 10 mei 1940 mits aan een aantal voorwaarden voldaan werd. Versteeg die aan het begin van de oorlog de Amsterdamse hoofdcommissaris was, was al boven de 65 en kon daarom op basis van dat besluit geen aanspraak maken op zijn oude functie. Voor Broekhoff betekende dit besluit dat hij normaal gesproken in zijn functie van waarnemend hoofdcommissaris terug zou kunnen keren. Bovendien maakte hij dus een goede kans om na de capitulatie meteen de hoofdcommissaris te worden ter vervanging van de pro-Duitse H.A. van Hilten die tijdens de laatste oorlogsjaren leiding gaf aan het Amsterdamse korps.
Vooral na Dolle Dinsdag (5 september 1944) begon de regering in Londen zich steeds meer voor te bereiden op de situatie meteen na de Duitse capitulatie. Rond 10 oktober 1944 liet minister van Justitie G.J. van Heuven Goedhart radiografisch aan het College van Vertrouwensmannen weten dat Van Thiel hersteld moest worden als procureur-generaal en fungerend directeur van politie en dat commissaris W.H. Schreuder de nieuwe hoofdcommissaris  van de Amsterdamse politie moest worden. Een deel van zowel het verzet als van het hogere politiepersoneel zag liever Broekhoff op die plaats. Om een voorlopig einde te maken aan de strijd tussen het kamp-Schreuder en het kamp-Broekhoff werd besloten dat voor een korte periode Versteeg terug zou keren in zijn oude functie.

## Na de bevrijding
Op 5 mei 1945 werd daarom Versteeg weer hoofdcommissaris. Op 1 juli volgde Broekhoff hem alweer op al was dat maar voor korte duur. Broekhoff zou deze functie maar heel kort uitoefenen want nog geen week later werd hij op 7 juli met ernstige geheugenstoornissen opgenomen in het ziekenhuis waarna J.L. Posthuma als waarnemend hoofdcommissaris zijn taak op zich nam. In januari 1946 werd Hendrik Kaasjager als zijn opvolger benoemd.
Broekhoff raakte in coma als gevolg van een hersenaandoening en overleed in april 1946 op 59-jarige leeftijd na een mislukte hersenoperatie. Hij overleed in Utrecht; zijn begrafenis was in Bussum.
Broekhoff had kort voor hij ziek werd een rapport voor de Amsterdamse Inlichtingendienst ontvangen van de directeur van Scotland Yard met daarbij als persoonlijke attentie een pakje pijptabak. Volgens geruchten zou hij met deze pijptabak door Scotland Yard vergiftigd zijn vanwege zijn vooroorlogse contacten met de Gestapo.